# Marikh Vallis
Marikh Vallis est une vallée de la planète Mars s'étendant sur 1 280 km centrée par 19,25° S et 3,9° N, dans le quadrangle de Sinus Sabaeus, qui prend sa source à l'est du cratère Newcomb et débouche dans le cratère Mädler.